# Carlos Andres Diogo
Carlos Andres Diogo Enceñat, plus simplement appelé Carlos Diogo, né le 18 juillet 1983 à Montevideo (Uruguay), est un footballeur international uruguayen évoluant au poste d'arrière droit des années 2000 au milieu des années 2010.

## Biographie

### En club
Il évolue au Real Sarragosse, après le Real Madrid où il a eu du mal à se faire une place parmi les galactiques. 
Au mercato 2007, après avoir été prêté il est définitivement vendu par le Real Madrid.

### En équipe nationale
- 22 sélections en équipe d'Uruguay.

## Palmarès
- Real Madrid CF
  - Vice-champion d'Espagne : 2006

## Vie privée
Carlos est le fils de Víctor Hugo Diogo, ancien international uruguayen.